# Siegfried Michelly
Siegfried Michelly (* 5. Juni 1833 in Königsberg i. Pr.; † 14. Mai 1898 in Charlottenburg bei Berlin) war ein deutscher Verwaltungsjurist und Ministerialbeamter in Preußen.

## Leben
Michelly stammte aus einer jüdischen Bankiersfamilie in Königsberg. Seine Eltern waren Mendel Michelly und Ernestine Michelly. Er studierte an der Ruprecht-Karls-Universität Rechtswissenschaft und wurde im Sommersemester 1852 im Corps Saxo-Borussia Heidelberg recipiert. Michelly wurde am Ende des Wintersemesters 1852/53 inaktiviert und 1854 an der Friedrichs-Universität Halle zum Dr. iur. promoviert. Nach den Examen trat er in die innere Verwaltung Preußens. Er wurde Geheimer und Vortragender Rat, dann Ministerialdirektor im Preußischen Ministerium für Landwirtschaft, Domänen und Forsten unter dem Minister Robert Lucius von Ballhausen. Er wurde in den Preußischen Staatsrat und in das Preußische Herrenhaus berufen.
In Königsberg trug die Straße am Pregel – von der Kaiserbrücke zu der nach Hermann Theodor Hoffmann benannten Straße – den Namen des Bruders Benno Michelly (1827–1904). Am breiten Michelly-Ufer löschten gelegentlich Frachtschiffe.

## Ehrungen
- Charakterisierung als Wirkl. Geh. Rat mit dem Prädikat Exzellenz